# بولسواف یکم
بولسواف اول شجاع (لهستانی: Bolesław I Chrobry؛ ‏تلفظ لهستانی: [bɔˈlɛswaf]؛‏۹۶۷ – ۱۷ ژوئن ۱۰۲۵) که با نام بولسواف کبیر نیز شناخته شده‌است، دوک لهستان در ۹۹۲–۱۰۲۵ و نیز پادشاه لهستان از ۱۹ آوریل ۱۰۲۵ میلادی تا زمان مرگش بود. او همچنین در فاصله سالهای ۱۰۰۲–۱۰۰۳ میلادی نیز دوک بوهم بود. او اولین پسر میشکو اول از همسر چک او بود. مادر بولسواف، نام وی را از اسم پدربزرگ او (بولسواف ظالم، دوک بوهم) گرفته بود.
بولسواف سیاستمداری قابل توجه بود. او لهستان را کشوری بزرگ و نیرومند گرداند و آن را در زمره دولت‌های ممتاز اروپایی قرار داد. بولسواف به لشکرکشی‌های متعددی در جنوب، غرب و شرق دست زد. او نواحی بزرگی را - که امروزه خارج از محدوده لهستان قرار دارند- تصرف کرد؛ سرزمین‌هایی مانند اسلواکی، موراوی، روتنیا سرخ، مایسن و لوزاتیا. او همچنین، میانجی خوبی در مسائل سیاسی اروپا بود.
بولسواف متحد ارزشمند امپراتور اوتو سوم، فرمانروای امپراتوری مقدس روم، بود. با مرگ اوتو در ۱۰۰۲ میلادی، بولسواف چندین بار به امپراتوری مقدس روم حمله کرده و با جانشین اوتو - هاینریش دوم - جنگید. بولسواف در تابستان ۱۰۱۸ میلادی یکی از مشهورترین لشکرکشی‌های خود را انجام داد و کی‌یف را تسخیر کرد.
بولسواف به مرور زمان از فرمانبرداری از امپراتوری مقدس روم سر باز زد و در ۱۰۲۵ میلادی، به عنوان شاه لهستان تاجگذاری کرد. این واقعه سبب تأسیس پادشاهی لهستان گردید.